# Ernesto Vespignani
Ernesto Vespignani Bartoli (Lugo, Italia, 8 de septiembre de 1861-Buenos Aires, Argentina, 4 de febrero de 1925) fue un sacerdote católico y arquitecto. Perteneció a la congregación salesiana, obra de Don Bosco. En Turín conoció al fundador de dicha orden religiosa. Hermano de José Vespignani, quien fuera superior de la sociedad.

## Biografía
Ernesto Vespignani nació en Lugo, Ravena, el 8 de septiembre de 1861. Sus padres, Eugenio Vespignani y Magdalena Bartoli, promovían la formación católica de sus hijos.
Estudió dibujo (disegno) en la Academia Albertina de Bellas Artes de Turín (Accademia Albertina di Belle Arti di Torino) con Camillo Boito como profesor. Se graduó en 1879 y se ordenó sacerdote salesiano diez años después, en 1888, en Turín. Continuó su formación en Bolonia. Construyó su primera obra importante en la capilla de San Francisco, del Liceo salesiano de Valsalice en las afueras de Turín -cruzando el río Po- y el teatro del Oratorio de Valdocco, inicio de una prolífica carrera de producción de arquitectura sacra que desarrolló principalmente en América.
Convocado por su hermano José, llegó a la Argentina en 1901 para proyectar y dirigir un nuevo templo en reemplazo de la antigua iglesia San Carlos en el barrio de Almagro en Buenos Aires. En efecto, «la necesidad de ofrecer comodidad a la población siempre creciente del extenso barrio de Almagro, hizo nacer el deseo de tener un espacioso y hermoso templo». Ese fue el inicio de la planificación y construcción de su obra máxima, la Basílica María Auxiliadora y San Carlos. El proyecto se había presentado en el II Congreso de Cooperadores Salesianos, realizado entre el 19 y el 21 de noviembre de 1900, con motivo de cumplirse el 25º aniversario de las misiones argentinas.
Ernesto Vespignani fue responsable de la fundación de la Oficina Técnica Central de Arquitectura Salesiana, considerada verdadera escuela de arte. En esa ciudad establece una oficina de arquitectura desde donde se proyectan numerosos edificios escolares y religiosos que supervisará personalmente viajando por el interior del país y a los otros países de la región. 
En 1922 fue nombrado Comendador de la Corona de Italia y sus obras fueron premiadas en Congresos de arquitectura.
A su muerte, la oficina técnica continuó su labor de la mano de uno de sus discípulos, el Padre Florencio Martínez. Su cuerpo descansa en la cripta de la Basílica María Auxiliadora y San Carlos en Buenos Aires, su obra cumbre.

## Corriente estilística y crítica
Si bien hay coincidencia de varios autores en que aún no existe un estudio de sus obras y que muchas de las menciones son superficiales o con datos erróneos, el consenso mayoritario entre quienes escribieron sobre la actividad arquitectónica de Ernesto Vespignani, es que fue un ecléctico. Exploró principalmente el románico lombardo como búsqueda de una imagen que remitiera al nacionalismo del norte de Italia creando un lenguaje pregnante que se asocie al terruño de origen de la congregación. Sin embargo, supo experimentar otros repertorios formales sobre todo para obras no relacionadas con los salesianos. Como ejemplos de esto último, podemos citar la iglesia de Nuestra Señora de los Buenos Aires para los Padres Mercedarios, de líneas góticas; la Catedral de San Juan Bautista en Uruguay, una de sus obras más clásicas; la Catedral de Viedma con un frente de reminiscencias al greco-romano o el proyecto no construido para el Santuario de Itatí concebido en estilo Neocolonial.

## Obras

### Argentina

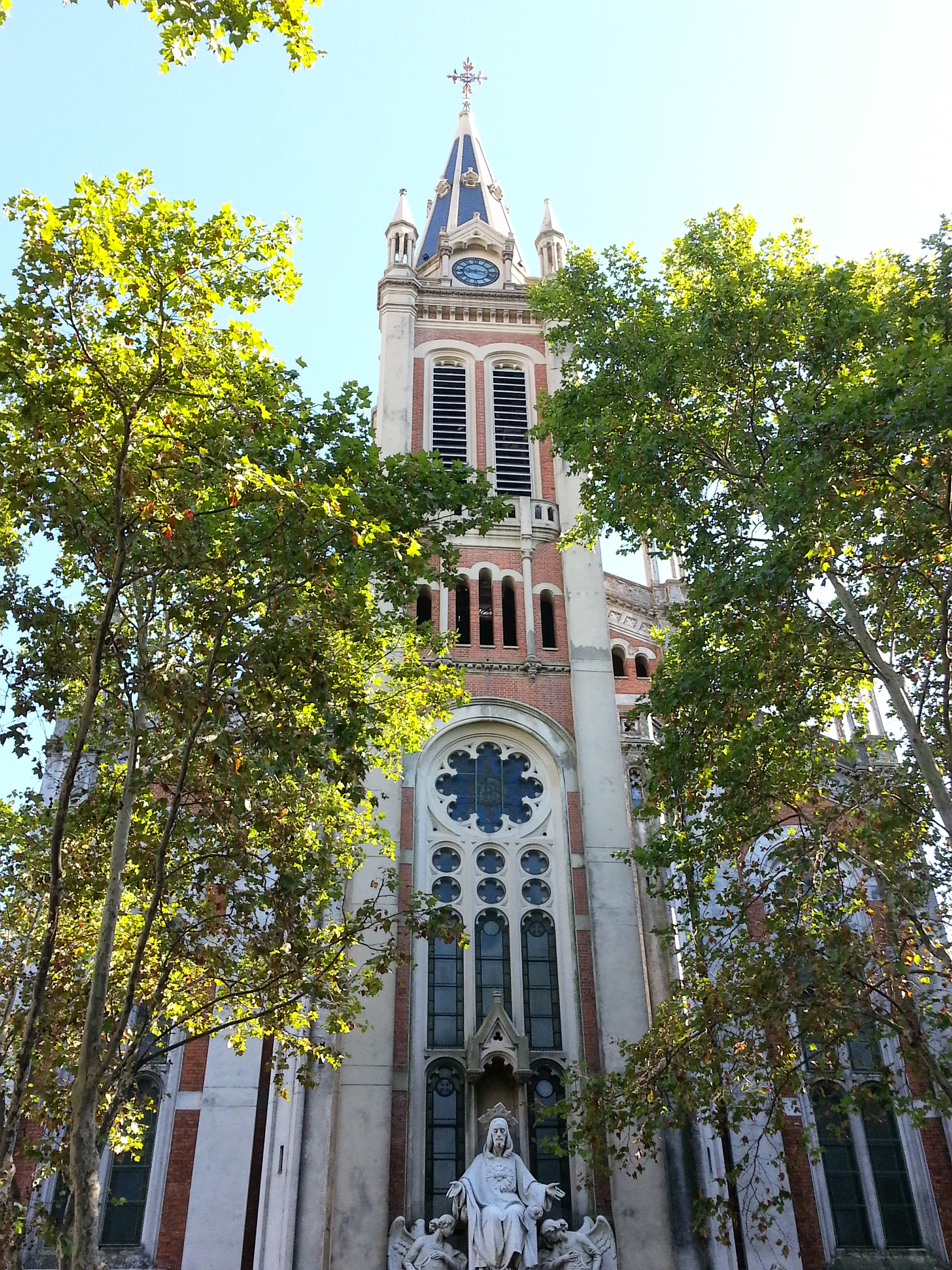
Detalle del frente de la Basílica de María Auxiliadora y San Carlos en el barrio de Almagro, Buenos Aires.

- Iglesia de Nuestra Señora de los Buenos Aires, Buenos Aires .
- Parroquia del Perpetuo Socorro, Villa Luro, Buenos Aires .
- Colegio San Francisco de Sales en Almagro, Buenos Aires.
- Colegio María Auxiliadora en Palermo, Buenos Aires .
- Iglesia Nuestra Señora  de las Mercedes, Belgrano Buenos Aires .
- Colegio Benito Nazar (demolido en 1976).
- Basílica del Santísimo Sacramento en Retiro, Bueno Aires
- Iglesia de San Pedro, La Boca, Buenos Aires .
- La obra salesiana de Bernal, Provincia de Buenos Aires.
- Basílica de Sagrado Corazón en La Plata, Provincia de Buenos Aires.
- Iglesia de Rodeo del Medio en Mendoza, Mendoza.
- Catedral de Viedma, Río Negro.
- Iglesia de María Auxiliadora en Córdoba, Córdoba .

### Uruguay
- Catedral Basílica de San Juan Bautista en Salto, Salto.
- Santuario Nacional del Cerrito de la Victoria en Cerrito, Montevideo.
- Iglesia San José del Manga en Villa García, Montevideo.
- Iglesia de María Auxiliadora y  Talleres Don Bosco en Montevideo.

### Otras

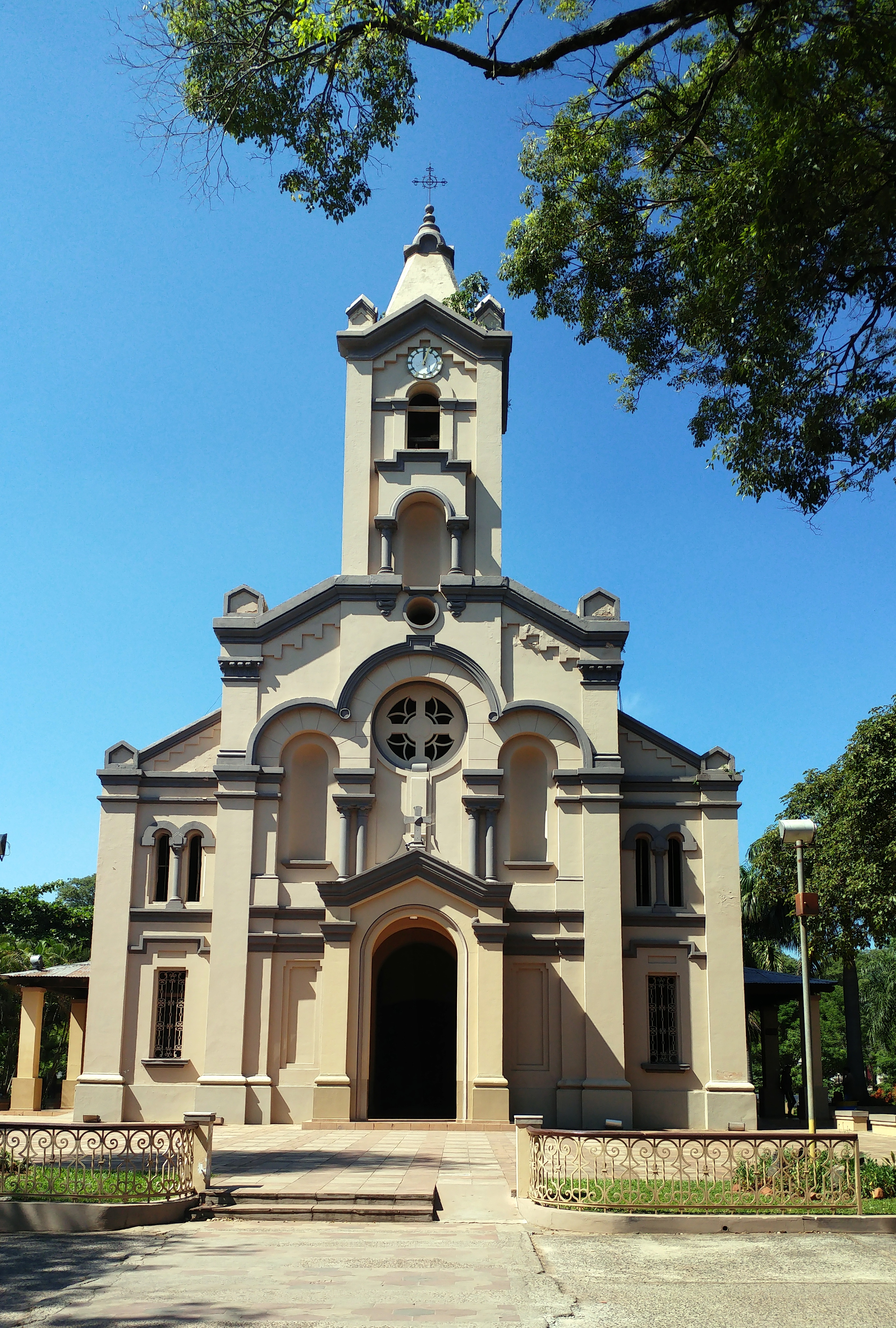
Santuario Virgen del Rosario de Luque, Paraguay

- Santuario Virgen del Rosario de Luque, Paraguay.
- Basílica de María Auxiliadora en Lima, Perú.
- Iglesia María Auxiliadora en Niteroi, Brasil
- Santuario Nuestra Señora de El Carmen en Bogotá, Colombia